# Хегайки
Хега́йки (адыг. ХэгъэкIэ) — один из адыгских субэтносов (племён), не существующий ныне. В различных источниках также упоминались под искажёнными названиями — схегакэ, сагаки, шегаки, шефаки, шефакийские черкесы, хагач.

## Расселение
Название хегайков в переводе с адыгского означает — «приморские жители». По упоминаниям Хан-Гирея, хегайки некогда составляли большое племя и раньше проживая на Таманском полуострове до подножья Кавказских гор, занимали видное место среди черкесских племён. Но в течение веков из-за их нахождения на рубеже с крымскими татарами и турками, истребления войной и чумой, их количество сильно поредело. К XIX веку, оставшаяся часть в большинстве своём смешалась с соседними натухайцами и считалась одним из их подразделений.
В исторических документах упоминались в окрестностях Анапы, от района Кизилташского лимана (адыг. Адахун) до подножия Бешкуйских гор. В XIX веке отмечались уже только в долине реки Бугур (ныне Анапка) и чуть выше в котловине Чехурай. В источниках имеются также упоминания о расселении хегайков южнее, на полуострове Абрау.
Говорили на хегайкском диалекте адыгского языка, который к началу XIX века был фактически вытеснен натухайским диалектом.

## Хегайки в XVII веке
- 1666 год — Эвлия Челеби при описании Анапской крепости писал:

Крепость построена очень умело и является творением искусного инженера. Внутри её пасутся на зимовках овцы и козы племени шегаке, живущего в окрестностях. Место это, … (будучи) подчинённым … Кафинского эйялета. Население племени шегаке платит десятину, если его к тому принуждают. Насчитывается до трёх тысяч покорных с виду мятежников.

Чуть позже Эвлия Челеби составил подробное описание их жизни и быта:

Когда оттуда мы снова шли в течение трёх часов на восток, по крутым горам, произошла большая драка из-за того, что один из воинов-татар взял рыбину из черкесской повозки. Из-за одной рыбы черкесы убили трёх татар. Это весьма грубые, воинственные, достойные осуждения люди, но они известны как очень сильные и храбрые джигиты. Оттуда я снова отправился на восток, прошёл опасные места. Все пятьсот пятьдесят домов (племени шегаке), крыты камышом обнесены плетнем, имеют по две двери — одну за другой. Все (дома) имеют неприступный, также обнесенный плетнем двор. … (Жители) — не неверные и не мусульмане. Если мы называли их «кяфирами», они гневались, считая себя осквернёнными, а если мы говорили им «мусульмане», они не обращали внимания. Они отрицают воскрешение людей в день Страшного суда. «Человек уходит, погаснув, как огонь», — говорят они. … По религии они огнепоклонники. Так как у них нет ни крытых рынков, ни базаров, ни денег, то они обменивают товары один на другой. Во всех домах есть очень способные, ловкие, искусные люди, рукам которых не чуждо ни одно ремесло. Со стороны кыблы на расстоянии одного дня пути от (этого) селения шегаке — Чёрное море. Вокруг (своих домов) из длинных толстых бревен и прутьев делают азбаре, то есть двор, обнесенный плетнем, напоминающий крепость. Дома и все животные находятся в этом дворе-азбаре. Каждую ночь, приставив к дверям двойные подпорки и спустив с толстых цепей собак, подобных львам, они спокойно засыпают.

## Хегайки в XVIII веке
В XVIII веке численность шегаков значительно сократилась. Главани сообщает об одном округе Сагак в 500 жилищ, управлявшемся беем, округ находился вблизи побережья Азовского моря.
- 1724 год — Ксаверио Главани (французский консул в Крыму) в начале 1724 года при описании Черкесии писал:

«К Забакскому морю прилегает округ Сагаке, имеющий одного бея, которому подчиняются 500 жилищ».
В конце XVIII века немецкий этнограф Пётр Паллас отмечал хегайков под Анапой и писал:

Шегаки крайне разорены и численно уменьшились как от нападения своих соседей натухайцев, так и от бывшей у них чумы. Вследствие эпидемий чумы и постоянных военных действий Крымского ханства, русско-турецких войн, большие группы шегаков находившихся под властью феодалов Заноко, уходили, присоединяясь к другим адыгским племенам — темиргоевцам, натухайцам, шапсугам. Во главе её был князь Мамат-Гирей Зан, имевший несколько морских кораблей и занимавшийся морским промыслом.

## Хегайки в XIX веке
- 1808 год — Юлиус Клапрот, в своём произведении — «Путешествие по Кавказу и Грузии», сообщал[6]:

Маленькое черкесское племя схегакэ живёт сейчас не под Анапой, а на Бугуре и его притоках. Их черкесское название означает: «живущие близ моря» (с’хе — значит «море», с’хе пситса — «черное море»). Оно имело князя по имени Мамет-Гирей-Жана и жило раньше на месте, где построена Анапа. Их число значительно убавилось в результате нападений натухайцев и опустошений, произведенных чумой. Их князь был богачом торговал и имел суда на Чёрном море.

- 1820 год — Фредерик Дюбуа Де Монперэ, автор произведения «Путешествие вокруг Кавказа», писал: «численность черкесского племени шегаки равна 20 000 человек»[1]
- 1853 год — Фёдор Андреевич Щербина, автор произведения «История Кубанского казачьего войска», писал:

 Натухаец прапорщик Османчук, по предложению начальства, в 1853 году доставил сведения о народе Чах или Хагач, жившем в треугольнике между Анапой, Новороссийском и Псебебсом. Чах состоял из двух родов Занок и Басток. От первого рода происходил известный у натухайцев и вообще у черкесов — Сефер-бей-Зан, от второго Пшемаф. Это был сильный народ, державший себя гордо с соседями. Главное пристанище народа Чах или Хагач было на Абрау, где Хагач так возгордился, что по повелению неба, как гласит легенда, главный аул его провалился в преисподнюю и на месте аула образовалось озеро Абрау. При этом осталась только одна благочестивая женщина, прародительница натухайцев. Другие называют этот народ Хейгаками.
Хегайки после Кавказской войны в источниках более не упоминались.

## Религия
Как и среди других адыгов, центральное место в традиционных верованиях хегайков занимало друидизм. Почитались священные рощи и устраивали открытые молебни под деревьями — «тхьалъэIу».
В раннем Средневековье Византийская империя распространяла православное христианство среди местных племён.
В период классического Средневековья, генуэзские торговцы основавшие свои города-колонии в Северном и Восточном Причерноморье, через миссионеров активно распространяли католичество среди адыгов. Наибольшего распространения католичество получило среди приморских адыгов, с которыми генуэзцы вели активную торговлю. В результате смешения генуэзцев с автохтонным населением, возник этноконфессиональная группа черкесского народа — френккардаши.
Историк Ф. К. Брун указывал, что жители Анапы, во время овладения города турками в 1475 году, были христианами католического вероисповедания. Турецкий писатель начала XVII века — Хаджа-Хальфа, свидетельствовал, что даже в его время часть шегаков продолжало исповедовать католичество.
С усилением Османской империи в регионе и вытеснением генуэзских торговцев, католичество со временем был вытеснен исламом, в последующем ставший основной религией и среди хегайков.

## Известные личности
- Зан Сефер-бей (1789—1859) — адыгский политический деятель периода Кавказской войны.[7]